# Beatriu Fajardo de Mendoza
Beatriu Fajardo de Mendoza (Múrcia 1619 - 1678) fou baronessa de Polop (1643 - 1678).

## Orígens familiars
Nascuda a Múrcia el 1619, era la tercera filla de Joan Fajardo de la Cueva i Isabel Ángela de Guzman. Es va casar amb el seu cosí Roderic Puigmarín i Dávalos el 1639 i hi va tenir quatre fills (tres fills i una filla).

## Plet per l'herència dels senyorius de Polop i Benidorm
La família Fajardo posseïa els senyorius de Polop i Benidorm d'ençà del s. XV. En el moment del naixement de Beatriu, son pare, Joan Fajardo de Mendoza era l'hereu d'Alfons Fajardo de Mendoza. Tanmateix, Joan va morir en 1622, uns mesos abans que son pare. En conseqüència, el germà gran de Beatriu, Alfons Fajardo de Mendoza va heretar les possessions de la família.
Alfons, però, va morir jove i sense descendència. Llavors, les terres van passar al segon fill del matrimoni, Dídac. El qual, també va morir sense haver tingut fills. Fet pel qual Beatriu esdevingué l'hereva de la família.
La seua tia, Isabel Fajardo, va iniciar un plet per a reclamar les dites terres al qual es va afegir el seu germà Francesc Fajardo. Beatriu va litigar durant onze anys i, finalment, en haver-se mort Francesc Fajardo sense descendència i després d'haver pagat 2000 ducats, el rei Felip IV li va permetre d'accedir a l'herència.